# عدو في طي النسيان
«عدوٌ في طي النسيان» هي قصة خيال علمي للكاتب الإنجليزي آرثر سي كلارك، نُشرت لأول مرة في مجلة نيو وورلدز في أغسطس عام 1949. ضٌمنّت هذه القصة إلى مجموعة قصص الخيال العلمي القصيرة
"ريتش فور تومورو" التي كتبها كلارك عام 1956. تتحدث القصّة عن بروفيسور في لندن صامداً بمفرده،
مما أُخلي موطنه لإقبال عصر جليدي جديد.

## خٌلاصة القصّة
إنغَمس النظام الشمسي في حزام من الغبار الكوني، ونتج عن ذلك تحول المناخ البريطاني من طقسٍ معتدل إلى قطبي.
لزمَ البروفيسور ميلوارد كُتبه طوال العشرين عاماً الماضية، والذي في هذه الفترة هُجر فيها موطنه بالإضافة إلى محاولات الدول العديدة لإستعمار الغابات والصحاري سريعة التحول في الأراضي الجنوبية، وأيضًا عبر الراديو. وبعد بضع سنوات،  يقي ميلوارد نفسه من البرد في صرح إحدى جامعات لندن، ويطارده على مدى أشهر صوت غامض من الجهة الشمالية، والذي وصفها بـ «الجبال الحدودية»،  حلِم ميلوارد في منامه بأنه يتجول في طرق ومنازل المدينة المليئة بالثلوج بعد خروج آخر قطيع من الكلاب الضالة منها، ليتفاجأ بالذئاب وحيوان الرنة والدببة القطبية، وبالتالي يتساءل عما إذا كان الزئير في الشمال قد يكون سببه رحلة استكشافية من أمريكا الشمالية عبر المحيط الأطلسي المتجمد أو قد تكون الجهود المبذولة لتحرير الأرض من الجليد والثلج باستخدام القنابل الذرية. ثم يتسلق بعد ذلك إلى المطل المعتاد في يوم صافٍ، ليكتشف أخيرًا الأصل الحقيقي للصوت الشمالي، ويلتقط بريق كتلة مهدّدة من الجليد مقبلة بإستمرار نحوه.

## روابط خارجية
- ُعدو في طي النسيان عنوان مُدرج في قاعدة بيانات الخيال التأملي على الإنترنت